# Liste des sous-marins de la Pologne
La liste des sous-marins de la Pologne rassemble les sous-marins commandés ou exploités par la marine polonaise au fil des ans.

## Navires en service actif
| Classe      | Navire    | Pennant number | Origine          | Commissioné | Déplacement | Type                               | Port d’attache |
| ----------- | --------- | -------------- | ---------------- | ----------- | ----------- | ---------------------------------- | -------------- |
| classe Kilo | ORP Orzeł | 291            | Union soviétique | 1986        | 3180 tonnes | sous-marin d’attaque conventionnel | Gdynia         |

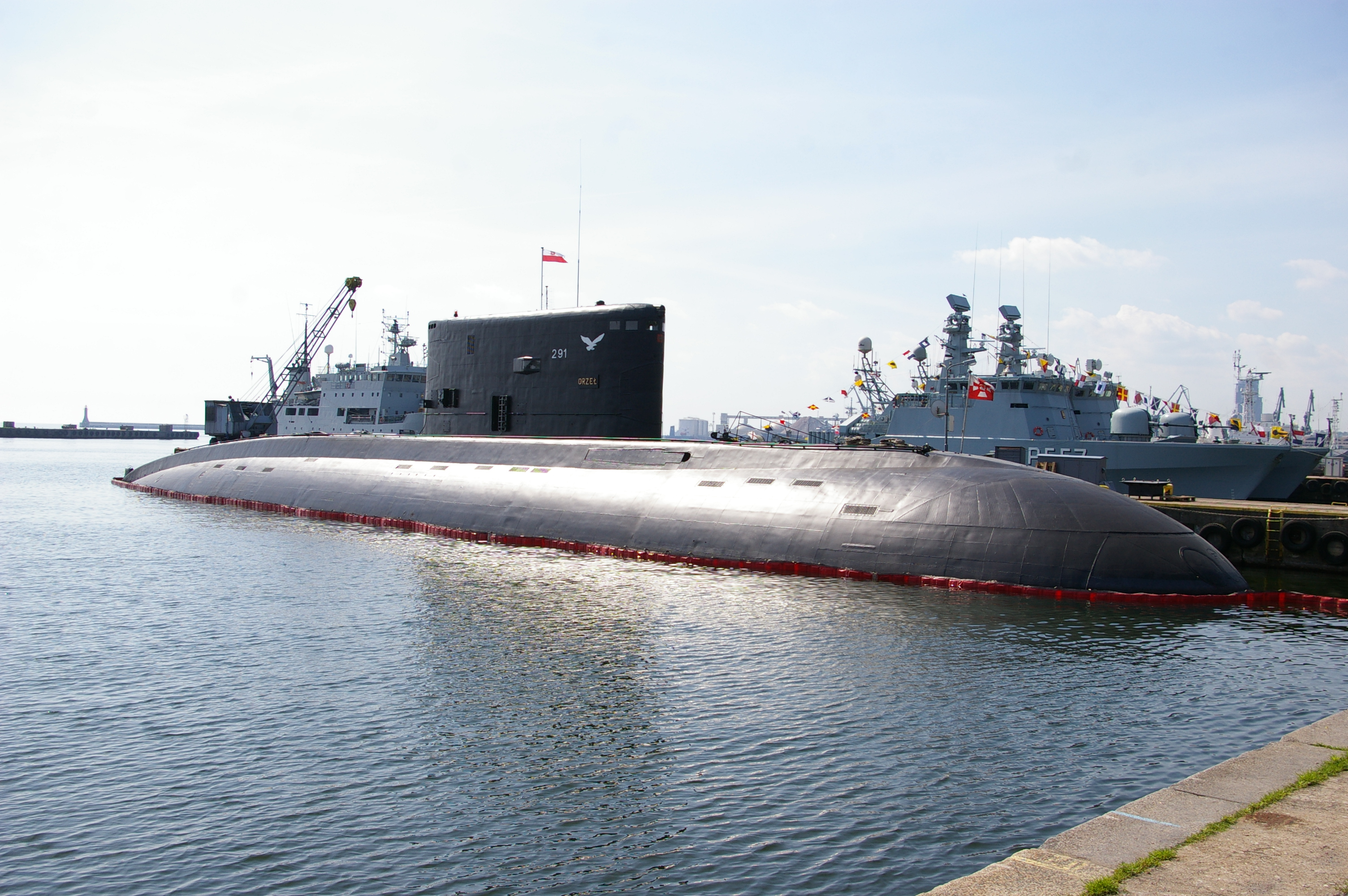
Orzeł (classe Kilo)

## Navires retirés du service

### Seconde Guerre mondiale

#### Navires construits et utilisés avant la guerre
- classe Orzeł
  - ORP Orzeł
  - ORP Sęp
- classe Wilk
  - ORP Wilk
  - ORP Ryś
  - ORP Żbik

#### Navires prêtés à la marine polonaise pendant la guerre
- classe S
  - ORP Jastrząb
- classe U
  - ORP Dzik
  - ORP Sokół

### Pacte de Varsovie
- classe Foxtrot
  - ORP Wilk (292)
  - ORP Dzik (293)
- classe Whiskey
  - ORP Orzeł (292)
  - ORP Sokół (293)
  - ORP Bielik (295)
  - ORP Kondor (1955) (294)
- classe M Série XV
  - ORP Kaszub
  - ORP Ślązak
  - ORP Kurp
  - ORP Krakowiak
  - ORP Mazur
  - ORP Kujawiak